# Жарко Талијан
Жарко Талијан (Смедеревска Паланка, 11. март 1952) српски је писац рођен у Смедеревској Паланци.

## Биографија
Жарко Талијан рођен је 11. марта 1952. у Влашком Долу, код Азање. Потиче из сељачке породице од оца Драгослава и мајке Миросаве. Дугогодишњи је службеник у месној заједници Азања, као и сарадник Центра за политиколошка истраживања и јавно мњење Инстита друштвених наука у Београду. Поред тога, већ двадесет и пет година ради као матичар у месној канцеларији у Азањи. Велики је љубитељ историографије, фолклора, белетристике и фотографије. Годинама проучава завичајну прошлост, што је резултирало самосталном изложбом "Азања у прошлости". Изложба је приказана поред Жаркове родне Азање и у Смедереву, Крагујевцу и Београду. Председник је продужнице месних заједница Азања, Влашки до и Грчац. Као секретар општинске организације "Савез потомака ратне Србије од 1912. до 1920. године", прикупио је бројну архивску и војну грађу коју је 2014. године преточио у књигу Мирис тамјана: Азањци у ратовима од 1912. до 1918. године. Књигу је представио 22. октобра 2014. године, у сали Епархије шумадијске у порти Саборне цркве у Крагујевцу.
Аутор је књиге „Школство у Азањи”.